# Ізонамі (1928)
Ізонамі (Isonami, яп. 磯波) — ескадрений міноносець Імперського флоту Японії, який взяв участь у Другій світовій війні.
Корабель, який став дев'ятим серед есмінців типу «Фубукі», спорудили у 1928 році на верфі Uraga Dock.
На момент вступу Японії до Другої світової війни «Ізонамі» належав до 19-ї дивізії ескадрених міноносців, яка 26 листопада 1941-го прибула з Японії до порту Самах (острів Хайнань). 4 грудня «Ізонамі» та ще 9 есмінців і легкий крейсер вийшли з Самаху, супроводжуючи 18 транспортів з військами для висадки на півострові Малакка. Через кілька діб на підході до півострова конвой розділився на 4 загони, які попрямували для висадки у Сурат-Тані і Патані, Сінгорі (все — Сіам) та Кота-Бару (британська Малая), при цьому «Ізонамі» та ще 3 есмінці забезпечували висадку в останньому. Висадка успішно відбулася в ніч проти 8 грудня (тобто одночасно з нападом на Перл-Гарбор — але по іншу сторону лінії зміни дат), а невдовзі «Ізонамі» прибув до бухти Камрань (центральна частина узбережжя В'єтнаму).
13 грудня 1941-го «Ізонамі» та ще 10 есмінців вийшли з Камрані для супроводу Другого Малайського конвою, який 16 грудня розпочав розвантаження на півострові Малакка.
З 31 грудня 1941-го «Ізонамі» разом з іншими численними есмінцями ескортував Третій малайський конвой, який мав доправити чергову партію японських військ з Формози. 3 січня 1942-го «Ізонамі» та ще два есмінці відокремились від основної групи для прикриття 11 транспортів, що попрямували не у Малаю, а до Бангкоку (саме з території Сіаму японці вели наступ на бірманському напрямку).
16—19 січня 1942-го ескадра, до якої належав «Ізонамі», виходила з Камрані для супроводу 5 важких та 3 легких крейсерів. Такі дії пояснювались отриманням японським командуванням хибних даних про прибуття до Сінгапуру чергового британського лінкора.
23 січня 1942-го «Ізонамі» та ще один есмінець вийшли з Камрані для супроводу двох важких крейсерів, які забезпечували дистанційне прикриття операції з проведення транспортів до Ендау на східному узбережжі півострова Малакка (менш ніж за сотню кілометрів від головного ворожого бастіону в Сінгапурі). На цей раз британці спробували протидіяти, проте безпосереднє прикриття саме відбило атаки авіації та невеликого загону із двох есмінців. 30 січня загін повернувся у Камрань.
За кілька тижнів «Ізонамі» залучили до операції з висадки на сході острова Суматра поблизу центру нафтовидобутку в Палембанзі. 10 лютого 1942-го він разом зі ще 2 есмінцями та легким крейсером вийшов з Камрані для супроводу головного з'єднання із 5 важких крейсерів. У ніч проти 15 лютого японці здійснили висадку на острів Бангка (біля північно-східного узбережжя Суматри) та стали готуватись до просування по річці у напрямку Палембанга, де ще 14 числа викинули повітряний десант. 15 лютого крейсерський загін націлили на ворожу ескадру, що наближалась від Яви, втім, вже під попередніми ударами авіації союзники відступили.
Невдовзі «Ізонамі» виділили для супроводу важкого крейсера «Тьокай», на якому перебував штаб адмірала Одзави, що керував операціями в Малаї та на заході Індонезії. Планувалось, що разом з ним він візьме участь у наступній операції з висадки на заході острова Ява, втім, спершу «Тьокай» рушив на північ, де 22 лютого 1942-го поблизу Кап-Сен-Жак (наразі Вунгтау на півдні В'єтнаму) зачепив риф. Як наслідок, крейсер вибув зі складу учасників яванської операції, а для його охорони залучили інший есмінець «Аянамі», який також отримав певні пошкодження з навігаційних причин. «„Ізонамі“» тепер разом зі ще одним есмінцем призначили для супроводу важких крейсерів «Кумано» та «Судзуя», що після операції в Палембангу перебували на островах Анамбас (дві з половиною сотні кілометрів на північний схід від Сінгапура). 24 лютого 1942-го цей загін вийшов з Анамбас із функцією дистанційного прикриття транспортів з десантом, проте під час яванської операції йому так і не довелось вступити у бій (на відміну від другого крейсерського загону, що тоді ж полишив Анамбас та в ніч висадки на Яві взяв участь в бою у Зондській протоці). 5 березня крейсери, які супроводжував «Ізонамі», прибули до Сінгапура.
8 березня 1942-го «Ізонамі» разом зі ще 5 есмінцями та 2 легкими крейсерами вийшли з Сінгапура як безпосередній ескорт 6 транспортів, що в ніч на 12 березня безперешкодно висадили десант на півночі Суматри. Після цього есмінець прибув до Пенангу (західне узбережжя півострова Малакка).
20 березня 1942-го «Ізонамі» та ще 6 есмінців та 2 легкі крейсери вийшли з Пенангу для супроводу 9 транспортів, що мали висадити десант на Андаманських островах. 23 березня відбулась висадка у Порт-Блер, яка не зустріла спротиву.
Невдовзі у Індійський океан вийшло японське ударне авіаносне з'єднання, яке попрямувало для удару по Цейлону, а для боротьби з судноплавством у Бенгальській затоці рушили легкий авіаносець та 5 важких крейсерів. Втім, «Ізонамі» разом з більшою частиною своєї дивізії залишався в цей час на Андаманських островах та ніс тут патрульно-ескортну службу. 9 квітня авіаносці провели останній великий бій свого рейду, що завершило японський наступ у Південно-Східній Азії. Як наслідок, 13—22 квітня 1942-го «Ізонамі» прямував звідси до Куре, де пройшов доковий ремонт.
Під час мідвейської операції «Ізонамі» разом зі ще 7 есмінцями та легким крейсером охороняв загін адмірала Ямамото, головну силу якого становили 3 лінкори. Це з'єднання в підсумку так і не вступило в бій, оскільки йшло на значній відстані за ударною авіаносною групою, яка 4 червня 1942-го зазнала катастрофічної поразки в битві при Мідвеї. 9 червня при поверненні до Японії «Ізонамі» при зіткненні з есмінцем «Уранамі» отримав певні пошкодження, його максимальна швидкість впала до 11 вузлів. Як наслідок, з 17 червня по 23 липня «Ізонамі» проходив у Йокосуці доковий ремонт, а тому не взяв участі у виході своєї ескадри до Південно-Східної Азії, де вона мала взяти участь у новому рейді до Індійського океану (втім, останній також не відбувся, оскільки почалась битва за Гуадалканал і японське командування перенацілило свою увагу на Меланезію).
У серпні — вересні 1942-го «Ізонамі» брав участь у тренуваннях авіаносців «Дзюнйо» та «Хійо» у Внітрішньому Японському морі, а 4—9 жовтня разом зі ще одним есмінцем «Інадзума» ескортував їх на атол Трук у центральній частині Каролінських островів, де базувались головні сили флоту, що вели кампанію на Соломонових островах. Вже 11 жовтня японський флот полишив Трук у межах підтримки операцій на Гуадалканалі (обстріл аеродрому Гендерсон-Філд, проведення 1-го штурмового конвою до Тассафаронга). «Ізонамі» разом з «Інадзума» продовжував ескортувати названі вище авіаносці, які придали з'єднанню великих артилерійських кораблів адмірала Кондо. 21 жовтня на «Хійо» виникла пожежа, після якої він не міг розвивати швидкість більше за 16 вузлів. Як наслідок, цей авіаносець у супроводі «Ізонамі» та «Інадзума» відправили на Трук, тоді як «Дзюнйо» під охороною есмінців «Куросіо» та «Хаясіо» залишився у морі та 26 жовтня взяв участь у великій битві авіаносних з'єднань при островах Санта-Круз. Того ж 26 жовтня загін «Хійо» дістався Труку.
В середині листопада відбулась вирішальна морська битва біля Гуадалканалу. Втім, «Ізонамі» не брав у ній участі, а з 9 по 17 листопада 1942-го виходив з Труку для супроводу гідроавіаносця «Ніссін», який провадив доставку матеріальних запасів на атол Вулеаї (так само Каролінські острови за дев'ять сотень кілометрів на захід від Труку) та до якірної стоянки Шортленд (прикрита групою невеликих островів Шортленд акваторія біля південного завершення острова Бугенвіль, де зазвичай відстоювались бойові кораблі та перевалювались вантажі для подальшої відправки далі на схід Соломонових островів).
20—22 листопада 1942-го «Ізонамі» разом зі ще трьома есмінцями пройшов з Труку до Рабаула (головна передова база в архіпелазі Бісмарка), після чого був залучений до операцій на Новій Гвінеї, де тижнем раніше союзники почали наступ на район Буна-Гона (обернене до Соломонового моря узбережжя півострова Папуа). Спершу 23 листопада «Ізонамі» та 4 інші есмінці (до тих, що прибули з Труку, приєднався ще один) вирушили для доставлення підкріплень та припасів до Лае (в глибині затоки Хуон, за дві з половиною сотні кілометрів на північний захід від Буна). Ввечері 24 листопада ворожі літаки, скориставшись підсвіткою від місячного сяйва, кілька разів атакували загін та у підсумку змогли потопити есмінець «Хаясіо», тоді як інші кораблі перервали рейс та повернулись на базу.
В наступні кілька тижнів «Ізонамі» тричі виходив до самої Буни — 1, 8 та 11 грудня 1942-го, при цьому в перших двох рейсах есмінець також став ціллю для авіації та отримував незначні пошкодження від близьких розривів бомб (другий похід навіть довелось через це перервати), а третій рейс тривав аж до 14 грудня, оскільки з метою введення ворога в оману шлях до Буни проклали аж через острови Адміралтейства.
16 грудня 1942-го «Ізонамі» разом з трьома іншими есмінцями та легким крейсером «Тенрю» вийшов для супроводу суден з військами для організації японської бази на Новій Гвінеї у Маданзі. Під час перебування в районі останнього крейсер 18 грудня був потоплений американським підводним човном («Ізонамі» взяв участь у порятунку вцілілих), а есмінці 20 грудня повернулись до Рабаулу.
26 грудня 1942-го «Ізонамі» разом зі ще 5 есмінцями вийшов з Рабаула для доставки загону до центральної частини Соломонових островів на схід архіпелагу Нью-Джорджія (унаслідок несприятливого розвитку битви за Гуадалканал японці з листопада узялись за облаштування тут баз). Здійснивши 27 грудня висадку на якірній стоянці Вікхем (острів Вагуну), загін 28 грудня повернувся на базу.
2 січня 1943-го есмінець виходив у транспортний рейс до Гуадалканалу.
5—7 січня 1943-го «Ізонамі» пройшов з Рабаула на Трук, а 7—12 січня разом з зі ще 4 есмінцями супроводив авіаносець, лінкор та важкий крейсер з Труку до Японії, після чого пройшов тут доковий ремонт.
По завершенні ремонту «Ізонамі» залучили в операції «Хей Го», метою якої була доставка нових військових контингентів для посилення гарнізонів на північному узбережжі Нової Гвінеї. 7—14 лютого 1943-го есмінець ескортував третій ешелон конвою «Хей № 3 Го» з китайського Ціндао до Палау (важливий транспортний хаб на заході Каролінських островів), а 21 лютого разом з двома іншими есмінцями рушив з Палау до Веваку (тут була головна японська база на Новій Гвінеї). До 2 березня «Ізонамі» також завершив ескортування третього ешелону у зворотному напрямку до Палау (при цьому разом з ним це здійснював вже лише один есмінець, оскільки третій корабель вирушив з Веваку на Трук).
Тим часом «Ізонамі» перенацілили для несення патрульно-ескортної служби у Південно-Східній Азії. 3 березня 1943-го він вирушив з Палау до Сурабаї (на сході острова Ява) і до кінця березня встиг здійснити кругові походи для супроводу конвоїв з Сурабаї до Сінгапура та до острова Амбон.
5 квітня 1943-го «Ізонамі» знову вирушив з конвоєм із Сурабаї на Амбон. 9 квітня в морі Банда біля південно-східного завершення острова Целебес американський підводний човен USS Tautog потопив судно «Пенанг-Мару» зі складу конвою. «Ізонамі» узявся за порятунок вцілілих та своєю чергою був торпедований і потоплений USS Tautog, загинуло 7 членів екіпажу.